# سفارت ارمنستان در کپنهاگ
سفارت ارمنستان در کپنهاگ ( نمایندگی دیپلماتیک جمهوری ارمنستان در کپنهاگ پایتخت پادشاهی دانمارک می‌باشد که در شماره خیابان، در منطقهٔ، کپنهاگ واقع شده‌است. روابط دیپلماتیک بین دو کشور (en) در ۱۴ ژانویه ۱۹۹۲ برقرار شده‌است. هم‌اکنون آلکساندر آرزومانیان مقام سفیر جمهوری ارمنستان در کپنهاگ را عهده‌دار است.

## اطلاعات
- آدرس: Ryvangs Allé 50 at Norgesmindevej in Hellerup in Copenhagen
- تلفن:

## فهرست سفیران
- هراچیا آقاجانیان (۲۰۱۱–۲۰۱۷)
- آرا آیوازیان (۲۰۰۶–۲۰۱۱)
- ولادیمیر کارمیرشالیان (۲۰۰۰–۲۰۰۶)